# Babino (Choroszcz)
Pour les articles homonymes, voir Babino.
Babino est un village de Pologne, situé dans la gmina de Choroszcz, dans le powiat de Białystok, dans la voïvodie de Podlachie.

## Transports
Routes passant par Babino :
- E67 : (Helsinki - Kaunas - Varsovie - Prague)
- N8 : (Kudowa-Zdrój - Wroclaw - Varsovie - Bialystok - Suwalki - Budzisko)
- S8 : une section de la voie rapide se situe sur Bialystok et Stare Jeżewo.

## Source
- (en)/(pl) Cet article est partiellement ou en totalité issu des articles intitulés en anglais « Babino, Podlaskie Voivodeship » (voir la liste des auteurs) et en polonais « Babino (województwo podlaskie) » (voir la liste des auteurs).